# Cleobury Mortimer
Cleobury Mortimer è un paese di tremila abitanti della contea dello Shropshire, in Inghilterra.